# Vezio Paoletti
Vezio Paoletti (Firenze, 1890 – Montevarchi, 3 gennaio 1943) è stato un militare e ufficiale italiano, veterano della prima guerra mondiale, nel 1923 entrò in forza alla Milizia Volontaria Sicurezza Nazionale raggiungendo il grado di seniore. Con lo scoppio della guerra di Spagna partì volontario, distinguendosi nella battaglia di Santander, venendo decorato con una Medaglia d'oro e due di bronzo al valor militare.

## Biografia
Nacque a Firenze nel 1890,  figlio di Alfredo e Amelia Bottai. Frequentò l'Istituto agrario di Scandicci, diplomandosi come agronomo nel 1909, ed esercitando la professione nelle campagne di Santa Caterina a Tortona  fino al maggio 1915, quando all'atto della mobilitazione generale fu chiamato a prestare servizio militare nel Regio Esercito. Dopo l'entrata in guerra del Regno d'Italia, avvenuta il 24 dello stesso mese, fu destinato a prestare servizio nel 9º Reggimento artiglieria da fortezza. Promosso aspirante ufficiale nel giugno 1917, divenne sottotenente un mese dopo e tenente a partire dal 15 aprile 1918. Combatte in forza ad alcune batterie d'assedio, passando al battaglione aerostieri nell'agosto 1918. Congedato nell'agosto 1919, riprese la propria attività, e iniziò a dedicarsi anche alla politica. Ricoprì alcuni incarichi in seno alla Confederazione Agricoltori, fondò i fasci di combattimento della Valdichiana, entrando successivamente nella Milizia Volontaria Sicurezza Nazionale nel maggio 1923 con il grado di centurione. Promosso seniore nel 1930, dopo lo scoppio della guerra civile spagnola partì volontario per combattere nel Corpo Truppe Volontarie.
Il 21 maggio 1937 si imbarcò a Genova, sbarcando poi in Spagna dove ricoprì l'incarico di Ispettore delle batterie da accompagnamento della 1ª Divisione CC.NN. "Dio lo Vuole". Nel maggio successivo fu trasferito come comandante al III Gruppo cannoni da 65/17 del Reggimento p.c. (piccoli calibri) della 2ª Divisione CC.NN. "Fiamme Nere". Si distinse durante la battaglia di Santander, entrando in servizio permanente effettivo nella MVSN, e poi sul fronte di Santander e in altre operazioni belliche venendo decorato di due Medaglie di bronzo al valor militare. Rimasto gravemente ferito venne rimpatriato nell'ottobre 1938, e nell'aprile dell'anno successivo fu posto in congedo assoluto per invalidità di guerra, decorato dal governo spagnolo con la Medalla Militar, e da quello italiano con la Medaglia d'oro al valor militare. Divenuto Podestà di Montevarchi si spense dopo lunga malattia il 3 gennaio 1943.

### Fonti
1. 1 2 3 4 5 6 7 8  Gruppo Medaglie d'Oro al Valor Militare 1965, p. 328.
2. 1 2 3 4 5  Combattenti Liberazione.
3. ↑   Onorificenze: Vezio Paoletti, su Quirinale.it. URL consultato il 15 febbraio 2016.
4. ↑  Registrato alla Corte dei conti addì 22 dicembre 1939, registro 50 guerra, foglio 279.
5. ↑  Gazzetta Ufficiale del Regno d'Italia n.192 del 18 agosto 1928, pag.70.
6. ↑  Gazzetta ufficiale del Regno d'Italia n.178 del 30 luglio 1941, pag.5.
7. ↑  Gazzetta ufficiale del Regno d'Italia n.295 del 14 dicembre 1942, pag.1.